# گمینا گوژکوویتسه
گمینا گوژکوویتسه (به لهستانی:  Gmina Gorzkowice) یک گمینا در لهستان است که در شهرستان پیوترکوف واقع شده‌است. گمینا گوژکوویتسه ۱۰۲٫۲۹ کیلومتر مربع مساحت و ۸٬۶۳۱ نفر جمعیت دارد.